# Lipnik (Ribnik)
Lipnik je naselje u Republici Hrvatskoj, u sastavu Općine Ribnik, Karlovačka županija. 

## Stanovništvo
Prema popisu stanovništva iz 2001. godine, naselje je imalo 79 stanovnika te 26 obiteljskih kućanstava.
| broj stanovnika | 213   | 220   | 231   | 227   | 219   | 216   | 198   | 229   | 183   | 206   | 171   | 139   | 111   | 121   | 79    | 65    | 47    |
|                 | 1857. | 1869. | 1880. | 1890. | 1900. | 1910. | 1921. | 1931. | 1948. | 1953. | 1961. | 1971. | 1981. | 1991. | 2001. | 2011. | 2021. |

## Poznate osobe
- Mikula Gorup (1713-1778), vjerski pisac, autor kajkavskog narječja